# O’ŏ sa
O'ŏ sa (오어사 Klasztor Mojej Ryby) – koreański klasztor. 

## Historia klasztoru
Klasztor został zbudowany w VI wieku, w okresie panowania króla Silli Chinpyŏnga (pan. 579-632) przez słynnego mnicha Chajanga. Pierwotnie nosił nazwę Hangsa sa. Położony jest u stóp góry Unje.
W klasztorze tym rezydował mnich Hyegong. Wtedy odwiedził go słynny mnich Wŏnhyo (617-686), który pisał wtedy komentarze do różnych sutr buddyjskich i chciał porady Hyegonga. Spędzili wspólnie jakiś czas i stąd wynikła zmiana nazwy klasztoru. Są dwie wersje wydarzenia:
- Heygong i Wŏnhyo postanowili ożywić dwie ryby w stawie, niestety ożyła tylko jedna, ale obaj uważali, że to na skutek jego działań więc każdy z nich krzyczał "to moja ryba".
- Obaj mistrzowie postanowili przenieść dwie ryby ze strumienia do stawu, zakładając się, która popłynie najdalej. Niestety popłynęła tylko jedna, a druga usnęła. Jednak obaj uważali, że ta, która popłynęła, to właśnie jego ryba.

W 1264 roku rozpoczął kilkuletnie rezydowanie w tym klasztorze mistrz sŏn Iryŏn (1206–1289).

## Adres klasztoru
- 1 Oeo-ro, Ocheon-eup (34 Hangsa-ri), Nam-gu, Pohang, Gyeongsangbuk-do, Korea Południowa